# マッシャー

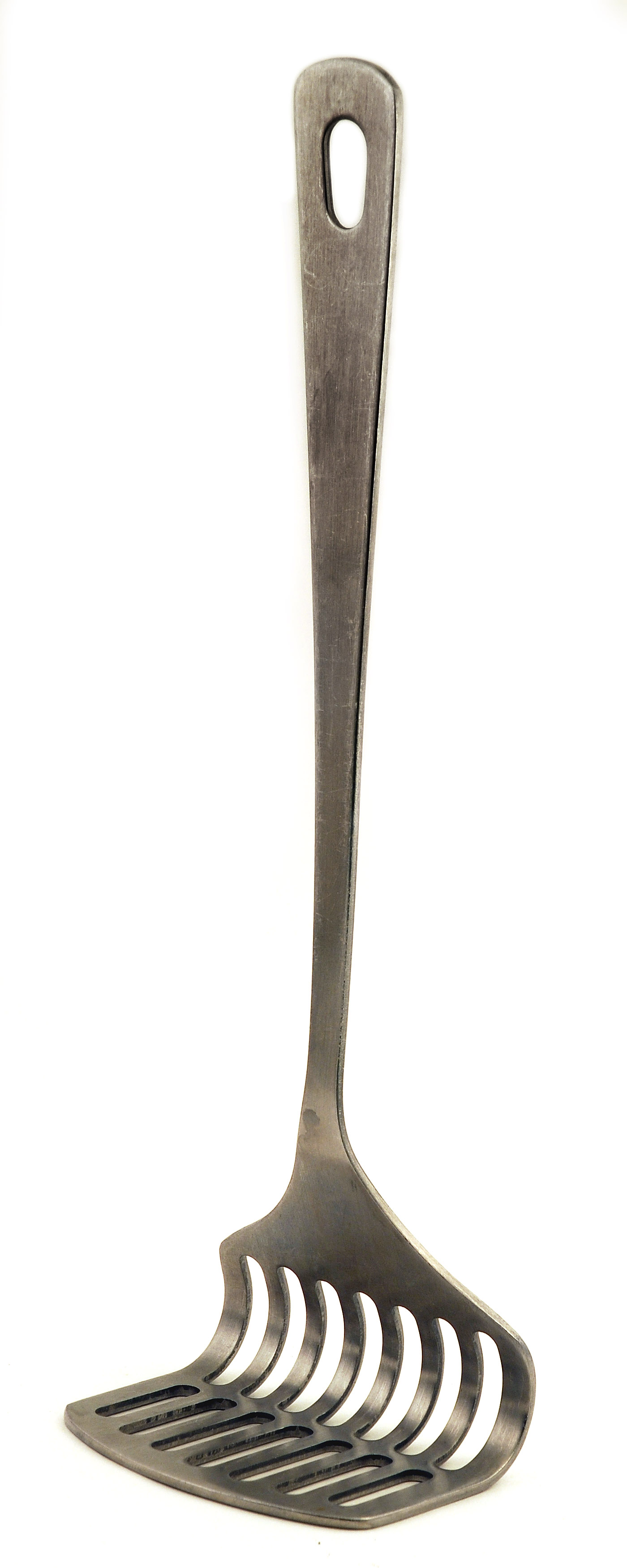
ポテトマッシャー

マッシャー（masher）は調理器具の一種。食材を押し潰して加工するための道具。名前は押し潰すことを意味する英単語「マッシュ (mash)」に由来する。コロッケやポテトサラダを作る際、ジャガイモを押し潰す為に使用されるポテトマッシャーやサンドイッチ用のゆで卵を潰すためのエッグマッシャー、トマトソース用のトマトマッシャーなどの種類がある。
ポテトマッシャーの形状は、大きく以下の2種類に大別される。
- 網の目、または曲がった棒状の金属にハンドルが付属したもの - 鍋やボウルに入れた、茹でたジャガイモを上から押し潰して使う。
- 細かい穴の開いたカップと、圧搾器が一体となったもの - てこの原理で対象を挟んで潰す。ポテトライサーとも呼ぶ。

素材はステンレス、アルミなどである。
類似品として、食材をつぶしやすいようフォークに角度をつけたマッシャーフォークがある。

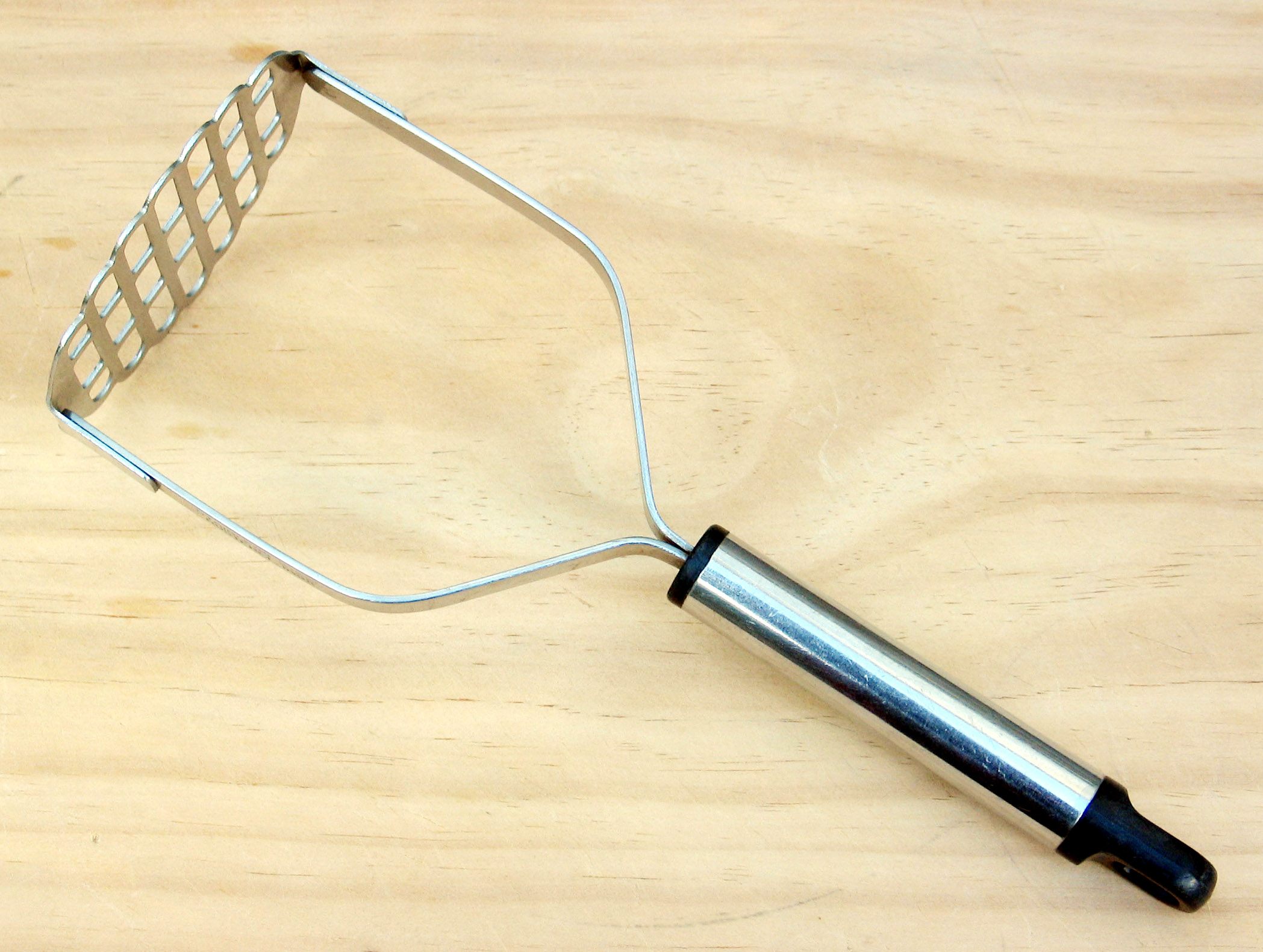
ポテトマッシャー
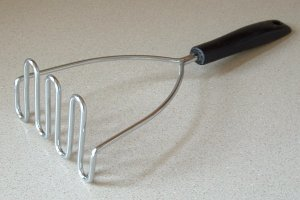
金属棒を使ったマッシャー
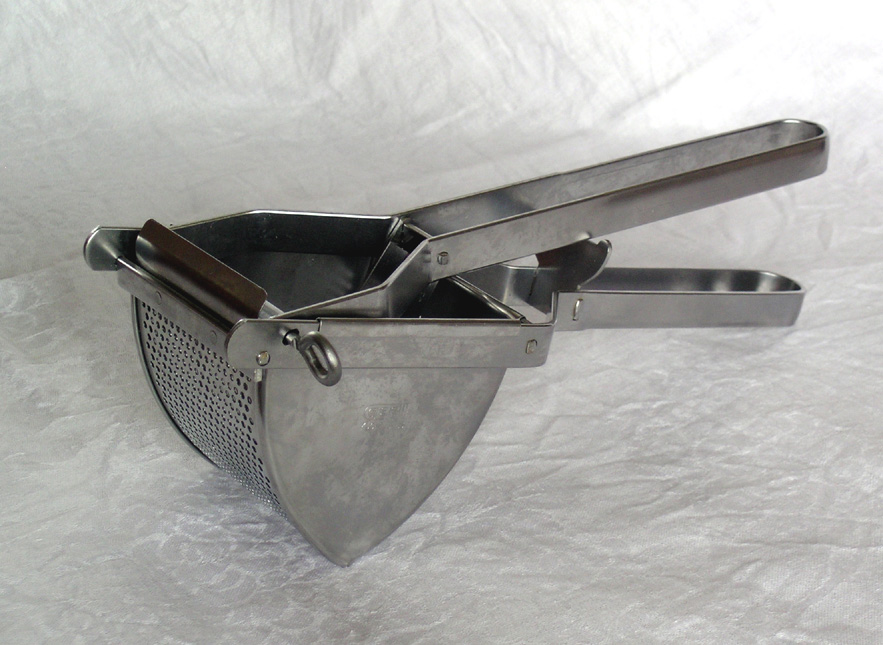
ポテトライサー